# Мерсье, Робер
Робе́р Мерсье́ (фр. Robert Mercier; 14 октября 1909 — 23 сентября 1958) — французский футболист, нападающий. Лучший бомбардир первого розыгрыша чемпионата Франции.

## Клубная карьера
Мерсье начал заниматься футболом в 1920-е годы в «Клёб Франсе»; с этим клубом в 1931 году он выиграл кубок Франции и в том же году дебютировал за национальную сборную. В 1932 году чемпионат Франции получил статус профессионального, и Мерсье выступил довольно успешно: по итогам сезона он наряду с Вальтером Кайзером из «Ренна» стал лучшим бомбардиром с результатом в 15 мячей. Его клуб, однако, вылетел во второй дивизион и в 1934 году был расформирован из-за финансовых проблем.
Затем Мерсье перешёл в другой столичный клуб, «Расинг Париж». В сезоне 1935/36 он помог клубу сделать «золотой дубль», став чемпионом Франции (18 игр и восемь голов) и снова выиграв кубок, однако он не играл в финале. В следующем сезоне он сыграл в 26 матчах, но забил только один гол. Сложный перелом ноги в товарищеском матче за «Расинг» вынудил его в скором времени закончить карьеру. В сезоне 1937/38, согласно данным веб-сайта Федерации футбола Франции, он провёл несколько матчей за «Расинг Аррас», затем, по неподтверждённым данным, играл за «Ренн».
По окончании карьеры в сезоне 1938/39 тренировал «Дьеп».

## Национальная сборная
В период с мая 1931 по ноябрь 1935 года Робер Мерсье провёл семь матчей за сборную Франции, в которых забил три гола, два из них в своём дебютном матче против Англии. Однако он не попал в состав на чемпионат мира по футболу 1934 в Италии, не выдержав конкуренцию в атаке с Жаном Николя и Роже Куртуа.

## Достижения
- Чемпион Франции: 1935/36
- Обладатель Кубка Франции: 1930/31
- Лучший бомбардир чемпионата Франции: 1933[3]
- Лучший бомбардир «Клёб Франсе» в чемпионате Франции: 15 голов

## Статистика выступлений
| Клуб             | Сезон            | Лига | Лига | Кубок Франции | Кубок Франции | Итого | Итого |
| Клуб             | Сезон            | Игры | Голы | Игры          | Голы          | Игры  | Голы  |
| ---------------- | ---------------- | ---- | ---- | ------------- | ------------- | ----- | ----- |
| Клёб Франсе      | 1930/31          | -    | -    | 9             | 7             | 9     | 7     |
| Клёб Франсе      | 1931/32          | -    | -    | 2             | 4             | 2     | 4     |
| Клёб Франсе      | 1932/33          | 15   | 15   | 3             | 4             | 18    | 19    |
| Клёб Франсе      | 1933/34          | 24   | 25   | 2             | 2             | 26    | 27    |
| Клёб Франсе      | Итого            | 39   | 40   | 16            | 17            | 55    | 57    |
| Расинг (Париж)   | 1934/35          | 27   | 21   | 3             | 7             | 30    | 28    |
| Расинг (Париж)   | 1935/36          | 18   | 8    | 5             | 1             | 23    | 9     |
| Расинг (Париж)   | 1936/37          | 26   | 1    | 3             | 1             | 29    | 2     |
| Расинг (Париж)   | Итого            | 71   | 30   | 11            | 9             | 82    | 39    |
| Расинг (Аррас)   | 1937/38          | 8    | 3    | 0             | 0             | 8     | 3     |
| Расинг (Аррас)   | Итого            | 8    | 3    | 0             | 0             | 8     | 3     |
| Всего за карьеру | Всего за карьеру | 118  | 73   | 27            | 26            | 145   | 99    |

Источник:
- Robert Mercier (фр.). Pari-et-gagne.com. Дата обращения: 31 августа 2015.